# Radonjica
Radonjica (Servisch: Радоњица) is een dorp in de gemeente Leskovac, Servië. Volgens de volkstelling van 2002 heeft het dorp 903 inwoners.